# Hagedisteengekko's
Hagedisteengekko's (Saurodactylus) zijn een geslacht van hagedissen die behoren tot de gekko's en de familie Sphaerodactylidae.

## Naam en indeling
De wetenschappelijke naam van de groep werd voor het eerst voorgesteld door Leopold Fitzinger in 1843. Er zijn zeven soorten, inclusief vier soorten die pas in 2019 voor het eerst wetenschappelijk zijn beschreven. In veel literatuur wordt daardoor een lager soortenaantal vermeld.
De geslachtsnaam Saurodactylus betekent vrij vertaald 'hagedis-teen'.

## Verspreiding en habitat
De hagedissen komen voor in delen van noordelijk Afrika en leven in de landen Algerije en Marokko, inclusief de Westelijke Sahara. Op een na komen alle soorten endemisch voor in Marokko. De habitat bestaat uit rotsige omgevingen, mediterrane scrublands, gematigde bossen, en droge tropische en subtropische scrublands. Ook in door de mens aangepaste streken zoals akkers en weilanden kunnen de hagedissen worden gevonden.

## Beschermingsstatus
Door de internationale natuurbeschermingsorganisatie IUCN is aan drie soorten een beschermingsstatus toegewezen. Twee soorten worden beschouwd als 'veilig' (Least Concern of LC) en een soort als 'kwetsbaar' (Vulnerable of VU).

## Soorten
Het geslacht omvat de volgende soorten, met de auteur en het verspreidingsgebied.
| Naam                       | Auteur                           | Verspreidingsgebied                  |
| -------------------------- | -------------------------------- | ------------------------------------ |
| Saurodactylus brosseti     | Bons & Pasteur, 1957             | Marokko                              |
| Saurodactylus elmoudenii   | Javanmardi, Vogler & Joger, 2019 | Marokko                              |
| Saurodactylus fasciatus    | Werner, 1931                     | Marokko                              |
| Saurodactylus harrisii     | Javanmardi, Vogler & Joger, 2019 | Marokko                              |
| Saurodactylus mauritanicus | Duméril & Bibron, 1836           | Marokko, Westelijke Sahara, Algerije |
| Saurodactylus slimanii     | Javanmardi, Vogler & Joger, 2019 | Marokko                              |
| Saurodactylus splendidus   | Javanmardi, Vogler & Joger, 2019 | Marokko                              |